# Phyllomys lundi
Phyllomys lundi (атлантичний деревний щур Лунда) — вид гризунів родини Голчастих щурів, який відомий тільки з двох населених пунктів за 200 км один від одного в південній частині штатів Мінас-Жерайс і Ріо-де-Жанейро, Бразилія. Вид названо на честь Петера Вільгельма Лунда.

## Морфологія
Морфометрія. Повна довжина тіла: 413, довжина хвоста: 204, довжина задньої стопи: 36, довжина вух: 16 мм, вага: 145 гр. 
Опис. Один з найменших видів у своїй родині. Хутро переважно помаранчеве з домішками чорного. Шия і стегна помітно оранжеві. Колючки помітні від шиї до хвоста. Черевне волосся кремове з білою основою. Хвіст коричневий, вкритий волоссям від основи до кінчика. Передні лапи покриті буро-жовтим волоссям, крім пальців, які сіро-білі. Задні лапи вкриті волоссям золотисто-кремового кольору; пальці зі сріблястим волоссям. 